# Habib Bourguiba

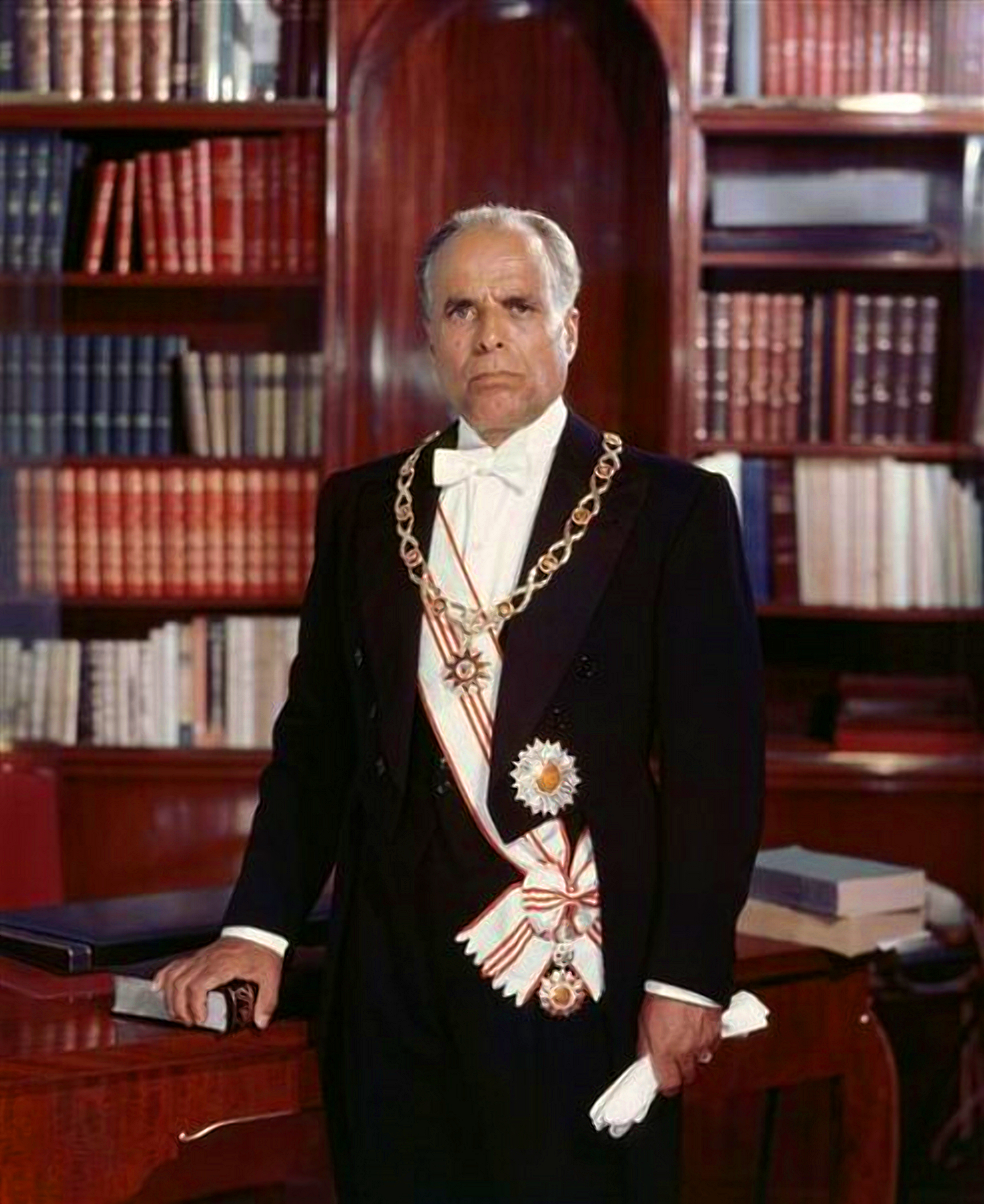
Habib Bourguiba (1960)

Habib Bourguiba (arabisch الحبيب بورقيبة al-Ḥabīb Bū Ruqaiba, Tunesisch-Arabisch Ḥabīb Būrgība; * 3. August 1903 in Monastir; † 6. April 2000 ebenda) war zwischen 1957 und 1987 der erste Präsident der Tunesischen Republik.

## Leben

### Familiäres
Habib Bourguiba stammte aus einer mittelständischen Familie. Sein Vater war Armeeoffizier, er selbst war das Jüngste von acht Geschwistern.
Von 1927 bis 21. Juli 1961 war er verheiratet mit der Französin Mathilde Lorrain aus Saint-Maur-des-Fossés, die fortan den Namen Moufida Bourguiba trug. Sein Sohn Habib Bourguiba junior wurde im April desselben Jahres geboren und später unter seinem Vater erst Botschafter Tunesiens in Frankreich und dann Außenminister.

### Ausbildung
Habib Bourguiba besuchte als Kind nach der Grundschule das Collège Sadiki in Tunis und machte am Lycée Carnot de Tunis 1924 sein Baccalauréat (entspricht dem Abitur). Noch im selben Jahr zog er nach Paris, wo er bis 1927 an der Sorbonne in Rechts- und Politikwissenschaften diplomierte.

### Streben nach Unabhängigkeit

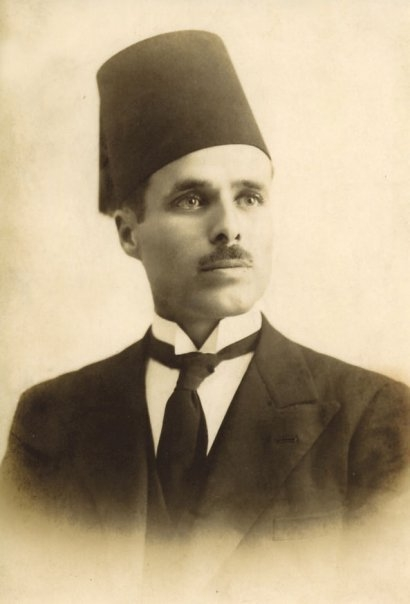
Bourguiba als junger Anwalt in den 1930er Jahren

1932 gründete Bourgiba mit Parteifreunden die Zeitung L’Action Tunisienne, um die sich die tunesische Unabhängigkeitsbewegung formierte. Aus diesem Kreis gründete er – zunächst noch Mitglied der Destur-Partei – nach seinem Studium am 1. März 1934 die Neo-Destur-Partei, die für die Unabhängigkeit Tunesiens von Frankreich eintrat. 1947 siedelte er nach Ägypten um und vertrat in der neu gegründeten Arabischen Liga den Magreb. Später kehrte er nach Frankreich zurück und kam mehrfach in französische Haft, blieb aber dennoch anerkannter Anführer seiner Partei, die den radikalen Flügel des tunesischen Unabhängigkeitsstrebens repräsentierte.
Im Januar 1952 wurde Bourguiba verhaftet. Es gab Aufstände in der Region Cap Bon; der neue Generalresident Jean de Hauteclocque dekretierte das Kriegsrecht. Er verbrachte die meiste Zeit unter Zwangsaufenthalt („résidence surveillée“) auf der Insel Île de la Galite. Bereits während seiner letzten Haftstrafe verhandelte er inoffiziell mit der französischen Regierung über die Unabhängigkeit Tunesiens. 1955 wurde er freigelassen, kehrte unter dem Jubel der Menschen im Juni 1955 nach Tunesien zurück und verdrängte seinen Rivalen Salah Ben Youssef aus der Parteiführung.

### Unabhängigkeit und Präsidentschaft

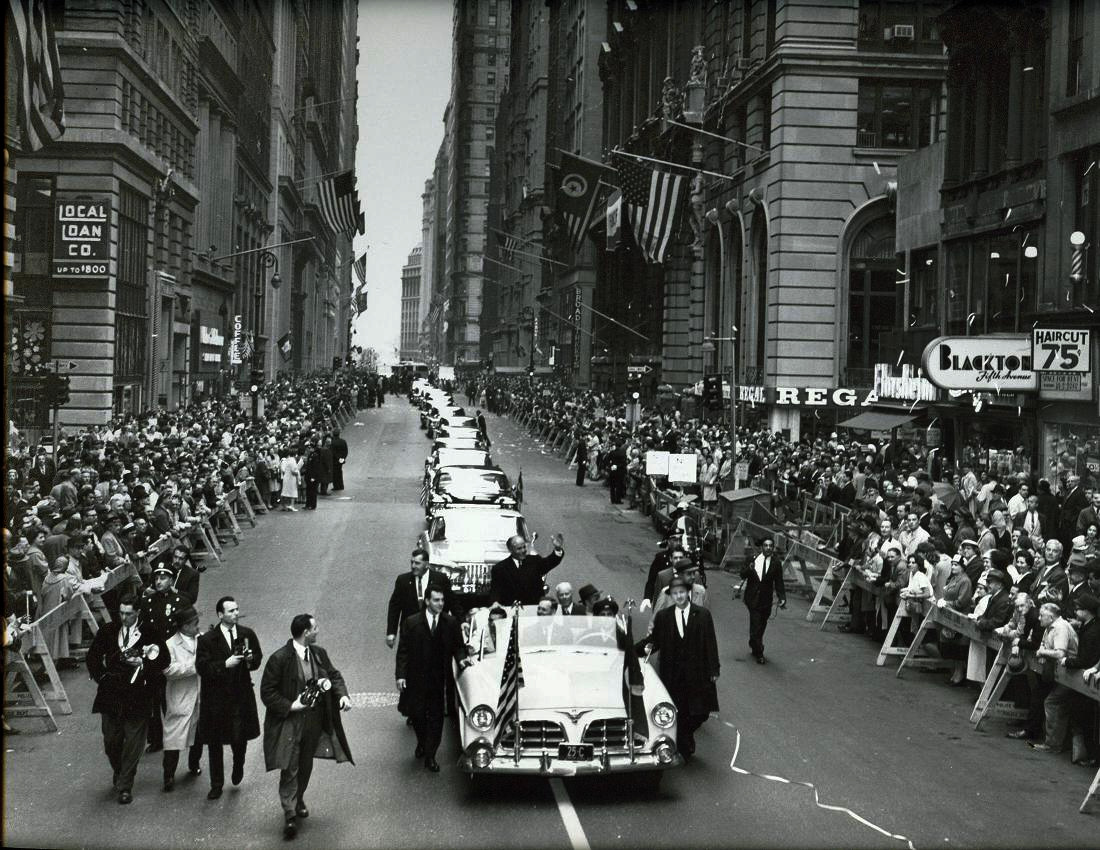
Bourguiba in New York 1961

Am 20. März 1956 musste Frankreich Tunesien in die Unabhängigkeit entlassen. Zunächst Ministerpräsident, wurde Bourguiba nach der von ihm herbeigeführten Absetzung des Königs Muhammad VIII. al Amin erster Staatspräsident der am 25. Juli 1957 ausgerufenen Republik Tunesien. Er verfolgte einen autoritären Regierungsstil, durch den er nahezu alle Lebensbereiche seiner Untertanen zu regeln versuchte. In seinem Amt ließ er sich 1975 auf Lebenszeit bestätigen. Trotz Spannungen mit Frankreich um die Fragen des Truppenabzugs aus Tunesien und der Enteignung ausländischen Grundbesitzes verfolgte Bourguiba eine westlich ausgerichtete Politik.
1963 fand das erste Treffen Bourguibas mit Zhou Enlai statt. Ab 1967 trübte sich die Beziehung zur Volksrepublik China, als Tunesien Taiwan anerkannte. Er machte im Februar und März 1965 eine Reise in Länder des Nahen Ostens. Ein besuchtes palästinensisches Flüchtlingslager bei Jericho sah er kritisch. Kurz darauf plädierte er dafür, als Teil einer Verhandlungslösung gemäß der UN-Erklärung zum Rückkehrrecht der Nakba-Vertriebenen von 1948, Israel in den Grenzen des UN-Teilungsplans für Palästina (1947) anzuerkennen. Ägyptens Staatschef Gamal Abdel Nasser warf Bourguiba daraufhin vor, er wolle einen „imperialistisch-zionistischen Plan ausführen, um die Moral der Araber zu untergraben“. Israel seinerseits ignorierte Bourguibas Friedensinitiative und zeigte keinerlei Reaktion.
Vergleichbar mit Mustafa Kemal Atatürk sah Bourguiba Islamisten als existentielle Bedrohung für das Wesen des tunesischen Staates. Die Förderung des Säkularismus sah er eng verbunden mit dem Auftrag und der Natur des Staates. Weil Islamisten diesem fundamentalen politischen Prinzip nicht zustimmten, wurde ihnen der Zugang zum politischen System in Gänze verweigert. Nach Bombenattentaten in Urlaubsgebieten setzte er sich für Hinrichtungen von Islamisten ein. Er war oft ein Gegner muslimischer religiöser Traditionen; so sprach er vom Schleier als einem „abscheulichen Fetzen“. Nachdem er an die Macht gekommen war, enteignete er Grundbesitz in den Händen islamischer Einrichtungen, überführte die von religiösen Normen bestimmte Gerichtsbarkeit in ein säkulares Rechtssystem und erließ ein säkulares Zivilrecht.
1961 wurde Bourguibas erste Ehe geschieden. Im darauffolgenden Jahr heiratete er Wassila Ben Ammar (verstorben 1999), die einer einflussreichen tunesischen Familie entstammte. Diese Ehe wurde 1986 geschieden, zuvor jedoch übte Ammar faktisch die tunesischen Amtsgeschäfte aus, da Bourguiba aus Altersschwäche zunehmend nicht mehr am politischen Leben teilnahm.
1981 wurde die Einparteienherrschaft abgeschwächt und Oppositionsparteien zugelassen.

### Entmachtung

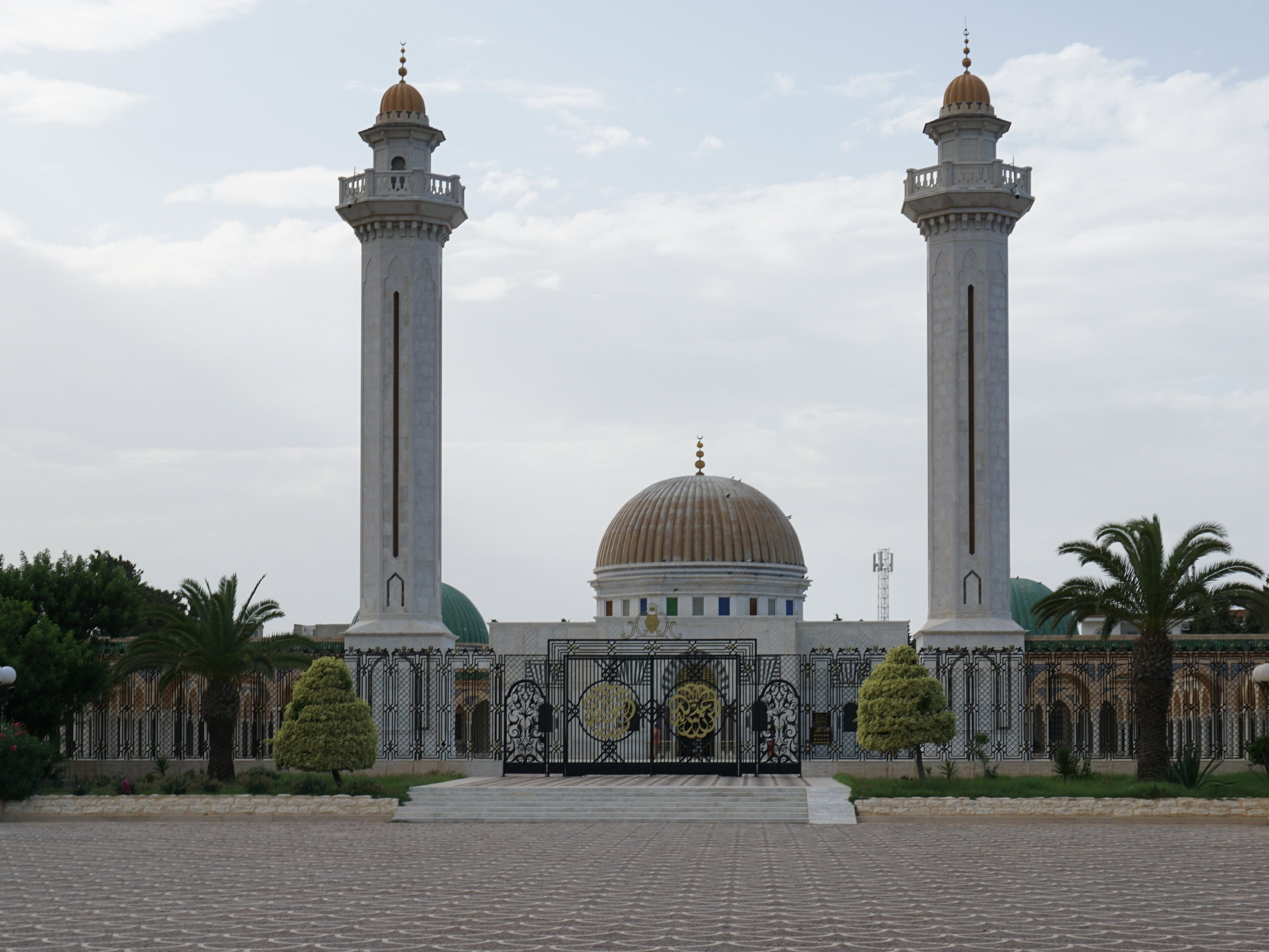
Bourguiba-Mausoleum in Monastir

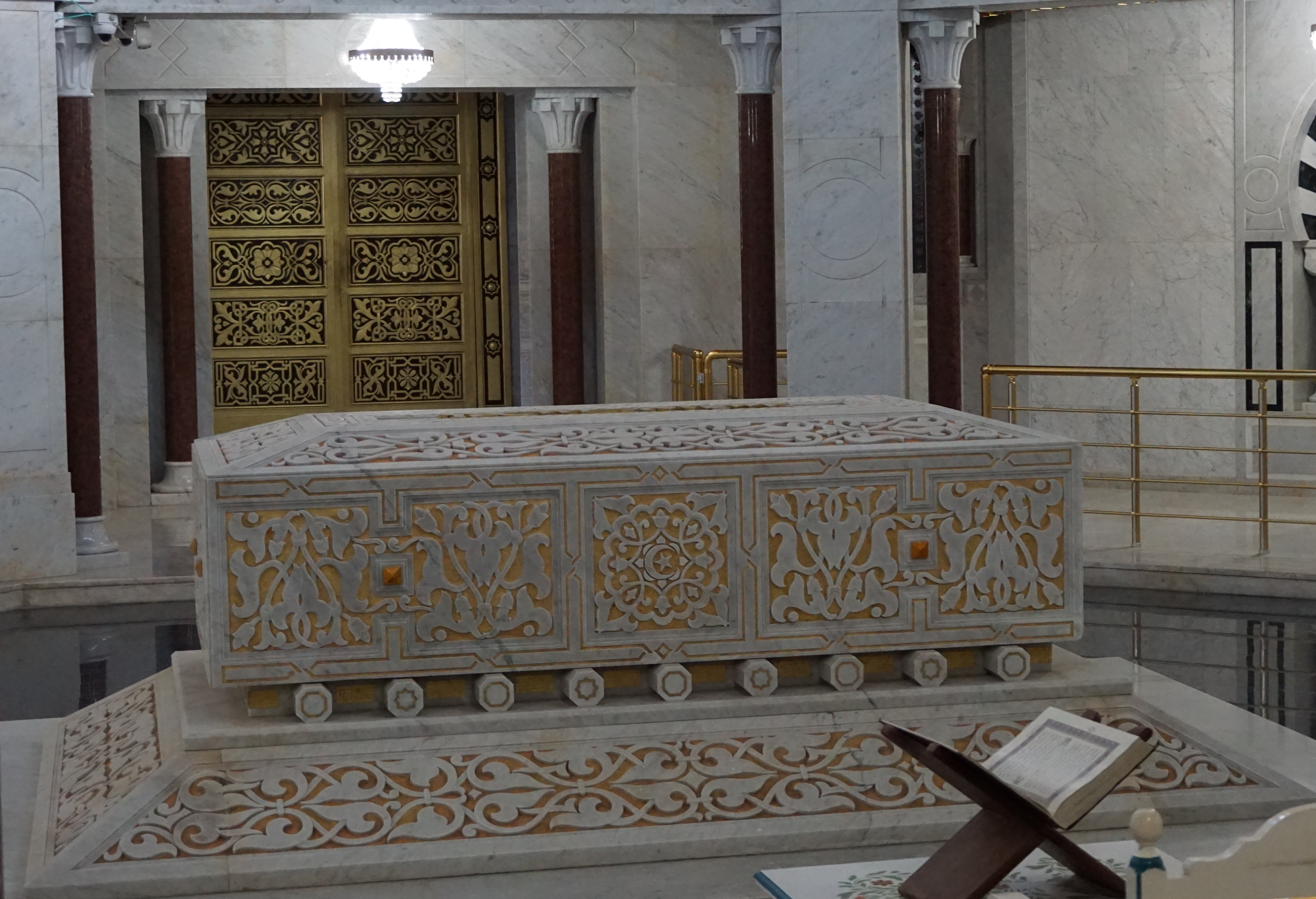
Bourguiba-Sarkophag im Mausoleum

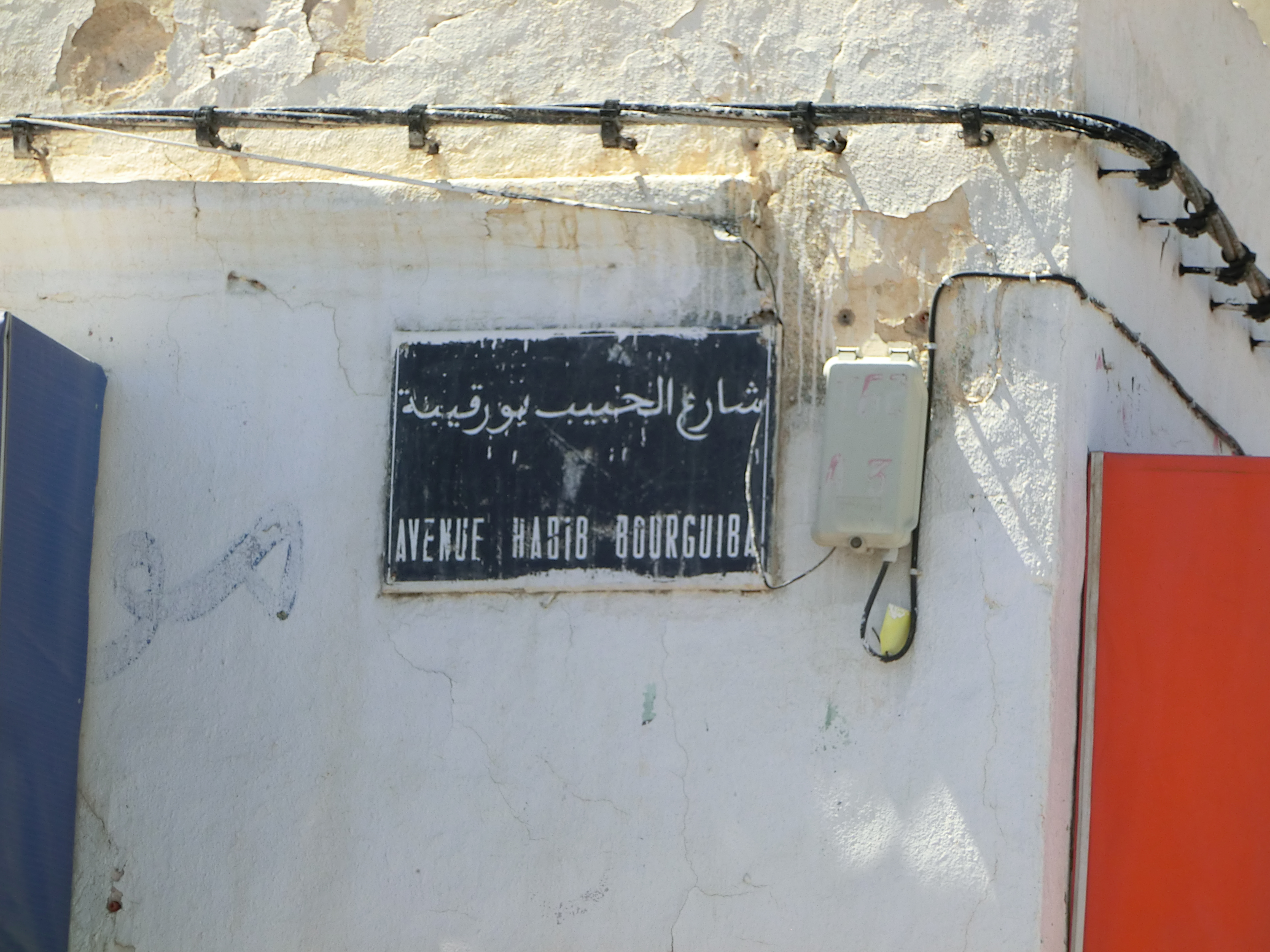
Nach Bourguiba benannte Straße in Ben Gardane

Im November 1987 wurde Bourguiba von Zine el-Abidine Ben Ali „aus Altersgründen“ abgesetzt. Ben Ali stellte ihn unter Hausarrest und wurde am 7. November 1987 neuer tunesischer Staatspräsident.
Nach Habib Bourguiba wurden die Stadt Menzel Bourguiba sowie in vielen Städten Tunesiens Straßen benannt, darunter die berühmte Prachtstraße Avenue Habib Bourguiba in der Hauptstadt Tunis. Außerdem sind der internationale Flughafen von Monastir und der Bahnhof in Monastir nach dem ehemaligen Präsidenten benannt.
Zu Bourgibas Ehren und Andenken wurden außerdem schon zu seinen Lebzeiten in seiner Geburtsstadt Monastir eine Moschee (Dschâmi' Burqîba) und ein Mausoleum (Turbat Âl Burqîba mit Dauerausstellung zu Habib Bourguiba) mit einem gewaltigen Vorplatz errichtet.